# ماير فريدمان
ماير فريدمان (بالإنجليزية: Meyer Friedman)‏ هو طبيب قلب وطبيب أمريكي، ولد في 13 يوليو 1910، وتوفي في 27 أبريل 2001.